# Hendrik-Ido-Ambacht
Hendrik-Ido-Ambacht és un municipi de la província d'Holanda del Sud, al sud dels Països Baixos. L'1 de gener del 2021 tenia 31.258 habitants repartits sobre una superfície d'11,99 km² (dels quals 1,24 km² corresponen a aigua). Limita al nord amb Ridderkerk i Alblasserdam, i al sud amb Zwijndrecht i Papendrecht.

## Ajuntament

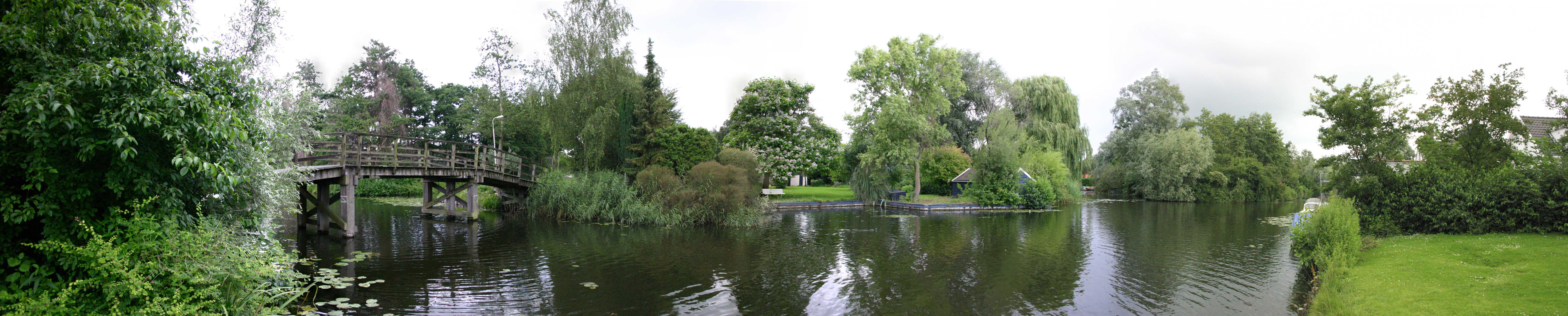
Waaltje

- SGP/ChristenUnie 5 regidors
- PvdA 5 regidors
- CDA 3 regidors
- VVD 3 regidors
- Gemeente Belangen 1 regidor
- Ambacht uw Belang 1 regidor
- Lijst Burger 1 regidor

- Waaltje